# Mečeříž
Mečeříž är en ort i Tjeckien.   Den ligger i regionen Mellersta Böhmen, i den centrala delen av landet, 30 km nordost om huvudstaden Prag. Mečeříž ligger 283 meter över havet och antalet invånare är 397.
Terrängen runt Mečeříž är huvudsakligen platt. Mečeříž ligger uppe på en höjd. Runt Mečeříž är det ganska tätbefolkat, med 78 invånare per kvadratkilometer. Närmaste större samhälle är Mladá Boleslav, 17,9 km nordost om Mečeříž. Trakten runt Mečeříž består till största delen av jordbruksmark.